# Klein, klein kleutertje (televisieserie)
Klein, klein Kleutertje was de eerste Vlaamse televisieserie voor kleuters. Het programma werd uitgezonden van 1956 tot 1979 door de Belgische openbare omroep NIR, later de BRT.
Deze kinderserie uit de jaren 60 en 70 werd in 1956 bedacht door Lieve Simoens, beter bekend als 'Tante Lieve', die tot 1961 ook de regie en de presentatie voor haar rekening nam. Het programma werd rechtstreeks uitgezonden en begon steeds met het kinderliedje Klein, klein kleutertje en een bijbehorend animatiefilmpje. Het bestond hoofdzakelijk uit liedjes, spelletjes, voorgelezen verhalen en poppenkast. Vanaf 1961 nam Bob Davidse de regie over. Hij introduceerde Mimi Peetermans ('Tante Ria') en later ook Terry Van Ginderen ('Tante Terry') als nieuwe presentatrices. Deze laatste presenteerde Klein, klein kleutertje met haar vriendje, het eekhoorntje Kraakje. Beiden vertelden samen allerlei verhaaltjes. Chris Lomme heeft nog de stem van Kraakje vertolkt.